# Epipedocera chakhata
Epipedocera chakhata är en skalbaggsart som beskrevs av Gardner 1943. Epipedocera chakhata ingår i släktet Epipedocera och familjen långhorningar. Inga underarter finns listade i Catalogue of Life.